# 大豆島
大豆島（まめじま）は、長野県長野市東部郊外の地域。千曲川と犀川に面しており、田畑と住宅地が混在する。
1. 【最狭義】大字大豆島の範囲。
2. 【狭義】1.に、大字大豆島から住居表示実施などで分かれた大豆島西沖・松岡一・二丁目を加えた範囲。1879年（明治12年）末時点の上水内郡大豆島村域に相当。
3. 【広義】2.に大字風間を加えた範囲。1951年（昭和26年）4月時点の上水内郡大豆島村域に相当。長野市役所大豆島支所管内の範囲。本項で解説

地域内の人口は、3.の範囲（長野市役所大豆島支所管内）は5,338世帯 12,631人、2.の範囲は3,702世帯 8,563人（令和5年3月1日現在）。
本項では、かつて概ね同区域に所在した上水内郡大豆島村（まめじまむら）についても述べる。
地名の「大豆島」の由来は、犀川の河原を大河原と称し、漁師が小屋を造って住みつき、漁業の合間に大豆をつくったところ、とてもよくできたので、大豆島と言い慣わしたことにあるという。それがついには村名になった（『町村誌』より）。「大豆島村」の初見は、1602年（慶長7年）の森忠政検地帳である。

## 概要
地域東端を千曲川、南端を犀川が流れ、地区東部で合流する。地域南部から東部にかけて長野県道372号三才大豆島中御所線（東外環状線）、中央部に長野県道34号長野菅平線が通過する。周囲は以下の地域と接する。

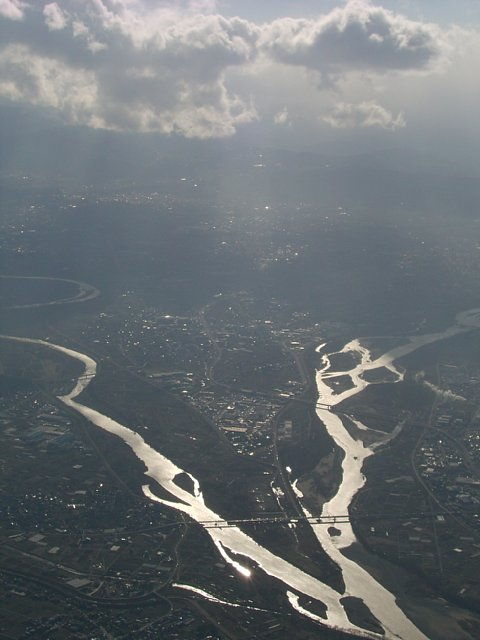
千曲川（左）・犀川合流点。写真右が大豆島地区

千曲川と犀川の合流点に位置する当地区は、地名の由来通り「大豆を2升まけば2石2斗2升とれた」という言われるほど肥沃な地で農業や養蚕が盛んであった。一方古くから千曲川・犀川による浸食を多く受けた地であり、以前は地域の中央部を犀川、北部を裾花川が横切っていたと考えられる。旧大豆島村が1879年（明治12年）の郡区町村編制法施行まで水内郡ではなく犀川対岸の更級郡に属していたのも、河川の流路が移り変わってきた経緯による。
現在でも田畑が多く残るが、長野市街地までバス・車で20分程度という立地によりベッドタウンとしても発展。大豆島東団地のほか、区画整理が為された松岡なども宅地化が進んでいる。また、近年東外環状線沿いにはロードサイド店舗やレジャー施設が進出するようになった。犀川・千曲川沿いには工場が多く立地するほか、清掃工場・産廃処理場や下水処理場などの処理施設も集中しており、一部住民から反発の声も上がっている。
当地域は長野市内では数少ない、夏（旧盆）に成人式を行う地域の一つである。また、祭りに際して歌い踊られる「大豆島甚句」は、かつて善光寺平一帯に伝わっていた甚句の江戸時代の歌詞を、唯一完全な形で唄い継いでいるものである。

## 人口
以下の1868年～1995年までは『長野市誌 第8巻』に、2000年～は住民基本台帳の1月1日時点でのデータに基づく、長野市役所大豆島支所管内およびそれに相当する地域の人口である。
明治から1965年にかけては微増しかしていないが、それ以降から急増。多くの地域の人口が減りつつある中、現在も増加し続けているのは特筆に値する。
- 1868年　2418人
- 1881年　2694人
- 1891年　3213人
- 1913年　3393人
- 1930年　3447人
- 1945年　4329人
- 1950年　4342人
- 1955年　4382人
- 1960年　4954人
- 1965年　4613人
- 1970年　5511人
- 1975年　6297人
- 1980年　6932人
- 1985年　8105人
- 1990年　9200人
- 1995年 10397人
- 2000年 11153人
- 2005年 12064人
- 2010年 12319人
- 2015年 12499人
- 2020年 12574人

| \| 1950年（昭和25年） \| 4,342人 \| \| \| 1960年（昭和35年） \| 4,954人 \| \| \| 1970年（昭和45年） \| 5,511人 \| \| \| 1980年（昭和55年） \| 6,932人 \| \| \| 1990年（平成2年） \| 9,200人 \| \| \| 2000年（平成12年） \| 11,153人 \| \| \| 2010年（平成22年） \| 12,319人 \| \| \| 2020年（令和2年） \| 12,574人 \| \| |          |  |
| 長野市 |          |  |
| 1950年（昭和25年） | 4,342人  |  |
| 1960年（昭和35年） | 4,954人  |  |
| 1970年（昭和45年） | 5,511人  |  |
| 1980年（昭和55年） | 6,932人  |  |
| 1990年（平成2年） | 9,200人  |  |
| 2000年（平成12年） | 11,153人 |  |
| 2010年（平成22年） | 12,319人 |  |
| 2020年（令和2年） | 12,574人 |  |

## 沿革
旧大豆島村の歴史
- 江戸時代 - 前身の大豆島村・松岡新田村・風間村は松代藩領であった
- 1873年（明治6年）9月 - 更級郡大豆島村、松岡新田村を編入
- 1873年（明治6年）12月 - 大豆島村・牛島村・川合新田村の3ヶ村組合立の学校（長野市立大豆島小学校の前身）が、地蔵庵に開校
- 1879年（明治12年） - 郡区町村編制法施行。上水内郡大豆島村となる
- 1889年（明治22年）4月1日 - 市町村制施行。上水内郡大豆島村、同郡風間村を編入
- 1951年（昭和26年）4月1日 - 上水内郡大豆島村から長池境・土屋坊区を分け、同郡朝陽村に編入
- 1954年（昭和29年）4月1日 - 上水内郡大豆島村、同郡朝陽村・古里村・柳原村・若槻村・浅川村・長沼村・安茂里村・小田切村・芋井村とともに、長野市に編入（第1次昭和の大合併）。1879年（明治12年）時点の大豆島村域は大字大豆島、旧風間村域は大字風間となる

長野市大豆島の歴史
- 1962年（昭和37年）10月25日 - 大字大豆島（現 松岡二丁目）に清掃工場（のち、長野市清掃センター→長野市資源再生センター）が置かれる
- 1967年（昭和42年）6月 - 川中島自動車（現 アルピコ交通川中島バス）本社営業所が、西後町から大字大豆島（現 松岡二丁目）移転。のち、2006年（平成18年）4月に小島田町に転出
- 1972年（昭和47年）4月17日 - 大字大豆島に長野公共高等職業訓練校が移転
- 1975年（昭和50年）3月29日 - 長野県長野東高等学校が、大字中御所（現 中御所）の仮校舎から大字大豆島に移転
- 1979年（昭和54年）8月6日 - 大字大豆島に長野市営大豆島東団地が建てられる
- 1980年（昭和55年） - 6月に大豆島甚句が長野市の無形文化財に指定されたことを記念し、「大豆島甚句まつり」が始まる
- 1981年（昭和56年）8月1日 - 大字大豆島で東部浄化センターが運転開始。大豆島地区でも下水道の普及が進む
- 1983年（昭和58年）4月1日 - 町名整理。大字大豆島・大字風間の各一部を分け、大豆島西沖が発足
- 1985年（昭和60年）9月23日 - 大字大豆島（現 松岡二丁目）に総合レクリエーションセンター・サンマリーンながのが完成
- 1986年度（昭和61年度） - 松岡土地区画整理事業が始まる。現在の松岡一丁目の南部から松岡二丁目の北部にかけての34.8ha
- 2001年（平成13年）11月5日 - 住居表示実施。大字大豆島・大字稲葉・大字川合新田の各一部が、松岡一・二丁目となる
- 2004年度（平成16年度） - 松岡土地区画整理事業が完了
- 2010年（平成22年）6月1日〜11月30日 - 長野市地域公共交通総合連携計画に基づき、地区内で長野市乗合タクシー 朝陽・大豆島線（市民病院循環）の実証運行が行われる
- 2013年（平成25年）4月1日 - 長野市役所大豆島支所・大豆島公民館等が、大豆島総合市民センターとして移転新築
- 2019年（平成31年）3月1日 - 長野市清掃センター（現 長野市資源再生センター）に隣接して、長野広域連合ながの環境エネルギーセンターが開設

## 風間
風間（かざま）は、大豆島地域北部の地区（大字）。郵便番号は、381-0023。

## 松岡
松岡（まつおか）は、大豆島地域西部の地区。松岡一・二丁目がある。郵便番号は、381-0026。
地区の北端を四ヶ郷用水が流れ、北寄りを長野県道372号三才大豆島中御所線旧道が東西に横切る。周囲は以下の大字・町丁と接する。
県道372号より南側は区画整理が完了しており、宅地化が進んでいる。二丁目にはながの環境エネルギーセンター（ごみ焼却施設）と、その排熱を利用するプール・サンマリーンながのがあり、多くの子供が集まる。
地区内の人口および世帯数は以下の通り（令和5年3月1日現在）。
| 行政区             | 世帯数  | 人口    |
| ------------------ | ------- | ------- |
| 松岡一丁目         | 496世帯 | 1,133人 |
| 松岡二丁目         | 376世帯 | 1,005人 |
| 大字大豆島（松岡） | 59世帯  | 98人    |
|                    |         |         |
| 計                 | 931世帯 | 2,236人 |

### 交通

#### 路線バス
地区内を走る、アルピコ交通の以下の路線系統が利用できる。
- アルピコ交通
  - 11・21 宇木 - 長野駅 - 松岡
  - 85 長野駅東口 - 松岡

以前は松岡二丁目に川中島バス（現 アルピコ交通）本社営業所があったためバスが日中でも5分〜10分おきに運行されていたが、同社の移転後は30分間隔程度まで減便された。
また、2016年（平成28年）に長電バス 14 保科温泉線とアルピコ交通 46 大豆島線が統合される前は、長電バスが松岡一丁目の北部を東西に横切っていた。

### 施設

#### 松岡一丁目
- NTT東日本 大豆島電話交換所
- 松岡神社
- 中村商会本社

#### 松岡二丁目

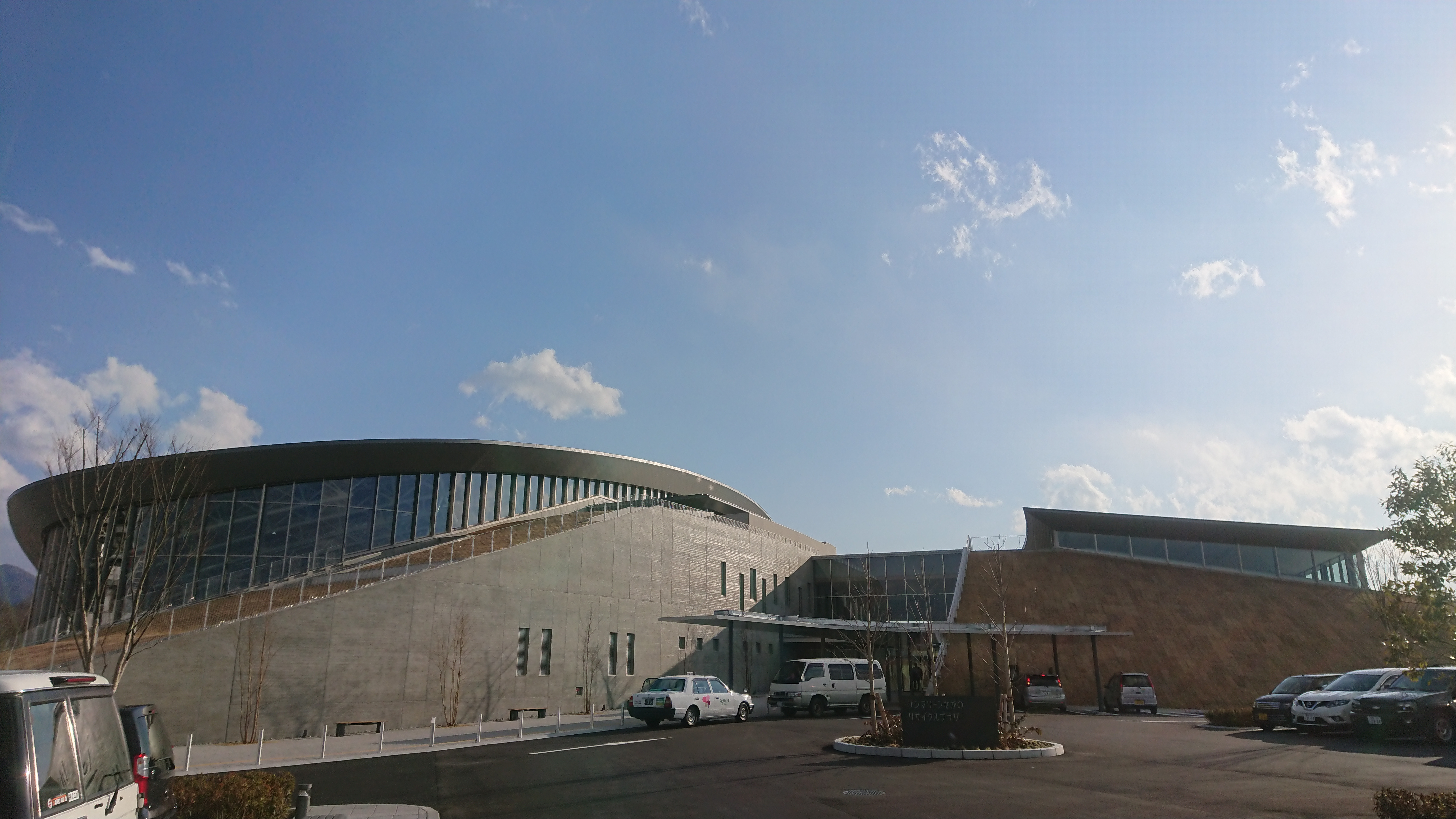
サンマリーンながの

- 国土交通省北陸地方整備局千曲川河川事務所長野出張所
- トライアン本社
- サンマリーンながの
  - 長野市リサイクルプラザ
  - 金毘羅社
- 長野広域連合ながの環境エネルギーセンター
  - 焼却施設
- 長野市資源再生センター
  - 資源化施設
  - プラスチック製容器包装圧縮梱包施設
  - ストックヤード

## 大豆島（大字）
大豆島（まめじま）は、長野市の東郊外にある地区（大字）。郵便番号は、381-0022。
地区の東端を千曲川、南端を犀川が流れ、地区南東で合流している。東部を長野県道372号三才大豆島中御所線（東外環状線）・五輪大橋有料道路が南北に通り、南西部を長野県道34号長野菅平線が東西に通る。周囲は以下の大字・町丁と接する。
田畑・果樹園が広がる地域だが、東外環状線沿いには商業施設が軒を連ねる。また、主に川沿いに工場が多い。
地区内の人口および世帯数は以下の通り（令和5年3月1日現在）。なお、この値は松岡の住居表示未施行区域分を含まない一方、大豆島西沖の分を含む。
| 行政区     | 世帯数    | 人口    |
| ---------- | --------- | ------- |
| 大豆島上区 | 1,349世帯 | 3,115人 |
| 大豆島中区 | 591世帯   | 1,313人 |
| 大豆島下区 | 540世帯   | 1,260人 |
| 大豆島東区 | 292世帯   | 639人   |
|            |           |         |
| 計         | 2,772世帯 | 6,327人 |

概ね大豆島東団地周辺が東区。
東区北側の大豆島交番周辺、長野県道372号三才大豆島中御所線沿いの地区が下区。
大豆島西沖を含む長野県道34号長野菅平線より北東側が中区。
南西側が上区。

### 交通

#### 路線バス
地区内を走る、アルピコ交通・長電バスの以下の路線系統が利用できる。
- アルピコ交通・長電バス共同運行
  - 46 長野駅 - 市役所前 - 大豆島東団地 - 川田駅 - 保科温泉
  - 104 大豆島東団地 → 市役所前 → 県庁前 → 長野バスターミナル
- 路線統合前の長電バスは松岡方面から大豆島小学校を経由して県道34号を南下し、落合橋を渡るルートをとっていた。

### 施設
- 長野市立大豆島小学校
- 長野市大豆島総合市民センター
  - 長野市役所大豆島支所
  - 長野市立大豆島公民館
- 大豆島児童館
- 大豆島公園
- 大豆島体育館
- 大豆島郵便局
- 長野県長野東高等学校
- 長野中央警察署大豆島交番
- 大豆島東工業団地
  - 東京法令出版流通センター
  - 日穀製粉流通センター
  - 直富商事本社
  - みすず工業本社
  - アールエフ中央研究所
- 長野共同職業訓練校
- ながの農業協同組合JA虹のホールまめじま
- アメリカンドラッグ大豆島店
  - モリキ本部
- 長野市下水道東部浄化センター
- 信越ポリマー塩尻工場長野分工場
  - 旧長野市サイクリングターミナル
- 大豆島東団地
- タカチホ本社
- 長野信用金庫大豆島支店
- 大豆島保育園
  - 九頭龍権現社
- 更級神明大神社
  - 上記大豆島甚句まつり会場の一部
- 高沢産業長野工場
- 湯ったり苑
- 株式会社BOSTEC本社
- 宝樹軒

## 大豆島西沖
大豆島西沖（まめじま にしおき）は、大豆島地域北西部の地区。郵便番号の設定はない。
地区の南西端を長野県道34号長野菅平線が通過する。周囲は以下の大字・町丁と接する。
地区のほぼ全域が住宅地・公園で占められる小さな地区である。
地区内の人口および世帯数については、当地区分のみを計上した統計がなく、大字大豆島に含まれる。

### 交通
長野県道34号長野菅平線上にアルピコ交通・長電バスのわかば公園前停留所があり、以下の路線系統が利用できる。
- アルピコ交通・長電バス共同運行
  - 46 長野駅 - 市役所前 - 川田駅 - 大豆島東団地
  - 104 大豆島東団地 → 市役所前 → 県庁前 → 長野バスターミナル

### 施設
- 旭タクシー本社
- わかば公園